# Roberto Lira
Roberto Lira (Brescia, aprile 1999) è un giocatore di football americano italiano.
Ha militato per i Bengals Brescia sin dal 2016, nel 2018 ha giocato per i Lions Bergamo nel campionato Under 19 per poi passare nel 2022 ai Ducks Lazio e giocare quindi in prima divisione IFL.
Nel 2023 passa in Francia agli Iron Mask de Cannes per poi andare agli Ottawa JR Riders e disputare il campionato regionale del Quebec.
Nel 2024 è stato draftato dai Seamen Milano per giocare nel campionato ELF. Per motivi poco chiari si ritira dalla squadra, l'ipotesi più probabile è un problema di salutre. 
Nel 2025 inizia a giocare per i Lions Bergamo. 